# Stipan Dora
Stipan Dora (Sombor, 8. travnja 1935. – Subotica, 2. listopada 2012.), hrvač iz Sombora, autonomna pokrajina Vojvodina, Republika Srbija, hrvatskog podrijetla.

## Životopis
Rodio se je u Somboru 1935. godine. 
Bio je jugoslavenski reprezentativac. Za Jugoslaviju je nastupio više od dvjesta puta.
Hrvanjem se počeo baviti u Somboru u Sokolskom domu pod nadzorom trenera Vase Simića, a potpuno se hrvački potvrdio u subotičkom Spartaku s kojim je osvojio šest titula momčadskog prvaka države.
Natjecao se u hrvanju grčko-rimskim načinom, u kategoriji do 57 kg (bantam).
1962. je godine bio drugi među deset na tradicijskom popisu najboljih športaša Subotice. Ispred njega bili su gimnastičarka Ruža Košanji, a iza njega boksač Franjo Tamaši, hrvač Boško Marinko, tenisač Tibor Tandari, rukometašica Marija Jakovetić, atletičarka Borbala Žunji, gimnastička višebojka Katarina Perčić, nogometaš Josip Miklenović i biciklist Ivan Pišpek.
Olimpijski pobjednik iz Montreala Momir Petković hvalio je Doru kao fantastičnog hrvača, pripisivao mu je zasluge što je postao hrvač i dio zasluga za sve što je Petković postigao.

## Sudjelovanja na velikim natjecanjima
Sudionik prvenstava Balkana, na kojima je osvojio dva srebrena i dva brončana odličja.  
Sudjelovao je na OI 1960. u Rimu. Na velikim natjecanjima pobjeđivao je poznate hrvače, poput svjetskog i olimpijskog prvaka Borisa Gureviča.